# زبان همگانی
زبان همگانی فرضیه‌ای تاریخی یا اسطوره‌ای است که بر اساس آن همه مردم جهان یا اکثریت قاطع آن، به آن زبان صحبت کرده و آن را می‌فهمند. بعضی نظریه پردازان آن را همان زبان اولّیه همه افراد بشر یا تنها زبان موجود می‌دانند. برخی دیگر، زبان همگانی را زبان دوّمی می‌دانند که آحاد بشری برای ارتباط با جوامع دیگر در کنار زبان اول خود از آن استفاده می‌کنند.

## زبان‌های همگانی اساطیری
متون مذهبی، اساطیری و افسانه‌ای متنوعی از نوعی وضعیت بشری حکایت می‌کنند که تنها یک زبان مورد استفاده بوده‌است. به عنوان مثال، در عقاید مشترک مسیحیان و یهودیان (Judeo-Christian) سردرگمی زبان‌ها در روایت انجیل از داستان برج بابل توصیف شده که بیانگر ایجاد انواع زبان‌ها از زبان واحدی به نام زبان آدم Adamic-language می‌باشد.

## شواهد تاریخی
بعضی روایات دینی یا اسطوره‌ای حاکیست در زمان‌های گذشته، زبان واحد جهانی بین همه مردم رایج بوده؛ گرچه شواهد تاریخی آن را تأیید نمی‌کند. ایده زبان جهانی حداقل به داستان ساختن شهر بابل در عهد عتیق بازمی‌گردد. این زبان جهانی گرفته شده از عصر آدم، که به نوعی با زبان کبّاله کنونی مرتبط است در روایات مرتبط با روایات انجیل/ تورات مورد توجه و بحث قرار گرفته‌است. در فرهنگ‌های دیگر شرایط متفاوت است. در جهان اسلام، عربی زبان قرآن و بنابراین زبان همگانی مسلمانان است. امروزه در بیش از اینکه پنجاه کشور به زبان عربی گفتگو می‌شود. مردم برخی از این کشورها پس از قبول اسلام، به تدریج زبان اولیه خود را ترک و زبان عربی را اختیار کردند. زبان مکتوب کلاسیک چینی، هم در خود چین، و هم در مناطق مختلف مغولستان و کره و ژاپن – با اندکی تغییر- برای قرن‌ها زبان واحد همگانی بوده‌است. زبان سانسکریت هندی هم برای مردمان بسیاری چنین حکمی را داشته‌است.
زبان لاتین (لاتین میانه) هم در عمل زبان ادبی مشترک بخش قابل توجهی در اروپای غربی، شمالی و مرکزی در قرون وسطی بوده‌است. فرضیه‌های تاریخی زبان شناسانه حکایت از آن دارد که همه زبان‌های موجود از یک زبان هندو- اروپایی منشعب شده‌اند. این فرایند احتمالاً چند هزار سال قبل آغاز شده‌است. درقرن ۱۷ رشته مباحث مربوط به زبان همگانی در اروپای مدرن نشان داد زبان فرانسوی یا زبان تجاری موضوع خیلی جدیدی نبود. با کنار رفتن تدریجی زبان لاتین، اکثراً خواستار زبان دوم همگانی بودند و نویسندگان عصر رنسانس به این موضوع پرداختند. بحث کامل در این موضوع در آثار فرانسیس بیکن قابل مشاهده است. مطالعات مشابه و دقیق تری از سوی دکارت و گاتفرید لایب نیتز، دربارهٔ ایجاد زبان همگانی با استفاده از ریاضیات صورت گرفته‌است. دیگر پیشنهادهای قرن هفدهمی برای زبان همگانی از سوی فرانسیس لودویک، توماس ارکوارت، جرج دالگارنو، و جان ویلکینز (مقاله‌ای دربارهٔ یک زبان واقعی و فلسفی، ۱۶۶۸) صورت گرفته‌است.
فیلسوفان طبیعت‌گرا و عقلگرای قرن ۱۸، بیشتر بدنبال تجدید حیات زبانی بودند که انسان به هنگام هبوط از بهشت به آن تکلم می‌کرد. لذا مراجعاتی به زبان کتب دینی آغاز و از دل این مطالعات رشته علمی زبانشناسی تطبیقی ظاهر شد. ولتر و جاناتان سوئیفت هم مقالاتی دربارهٔ زبان همگانی ارائه کردند. اگرچه برای کسانیکه مثل هم نسل‌های ولتر می‌اندیشیدند زبان جهانی و همگانی بخشی از یک اسطوره احمقانه و موضوعی پوچ و بی‌نتیجه تلقی می‌شود. در قرن ۱۹ تلاشهایی برای تولید زبان همگانی بکار گرفته شد از جمله آن‌ها زبان‌های سولرسولSolresol، ولابوک Volapük و اسپرانتو Esperanto می‌باشد، که این مورد آخری مشهورتر است.
در قرن بیستم، رسانه جهانی، میراث امپراتوری بریتانیا، جایگاه بریتانیا به عنوان ابرقدرت اقتصادی در نیمه اول قرن بیستم، و جایگاه آمریکا در نیمه دوم قرن بیستم، منجر به تبدیل زبان انگلیسی به زبان اصلی برای تجارت جهانی، و زبان حاکم در ارتباطات و گفتگوهای جهانی شد و این روند رو به رشد است.
برخی پیش‌بینی می‌کنند که طی چند نسل، زبان انگلیسی به زبان رسمی جهانی تبدیل خواهد شد. جنبش ایجاد و ساخت زبان، جای خود را به ایجاد زبان‌های طبیعی تر داده، مثل ایجاد زبان‌های لاتین ساین فلکسیون، زبان غربی، و سرانجام زبان کمکی برگرفته از چند زبان یا زبان بین زبانی. از این چند مورد، در حال حاضر تنها زبان بین زبانی طرفدارانی دارد. در عین حال بنظر می‌رسد زبان اسپرانتو هم، با توجه به زیر ساختها و چند میلیون استفاده‌کننده فعال، کم و بیش به حیات خود ادامه دهد.

## اندیشه‌ها و ایده‌های معاصر
ایده‌های اولیه زبان همگانی، امروزه با دقت بیشتری، در حوزه‌های مختلف مورد بحث و بررسی است. میشل فوکو عقیده دارد که این بحث‌ها بیشتر ذهنی است. یک سنت فلسفی معاصر نیز بین علاقه لایبنیتز به مهندسی محیط زیست، و اکولوژی سیستم‌ها پیوند می‌زند. آن‌ها معتقدند زبان سیستم‌های انرژی در اکولوژی سیستم‌ها، که برای تبیین سیستم‌های اکولوژی- اقتصادی بکار رفته، با کاراکتر بین‌المللی لایبنیتز قابل انطباق است. بنظر می‌رسد اولین نتیجه این بحث آن باشد که پروژه روشنگری لایبنیتز هنوز زنده و پویا بوده و در سراسر جهان، از آن برای ارزیابی اکولوژی پایدار استفاده می‌شود.